# Михайлівський заказник (Бахчисарайський район)
Миха́йлівський — ботанічний заказник місцевого значення, розташований на захід від села Долинне Бахчисарайського району, АР Крим. Створений відповідно до Постанови ВР АРК № 617 від 11 листопада 1979 року.

## Загальні відомості
Землекористувачем є ДП «Бахчисарайське лісомисливське господарство», Михайлівське лісництво, квартали 7, 8, 13, 16, 24-30, площа 150 га. Розташований на захід від села Долинне Бахчисарайського району.
Заказник розташований у північній частині масиву Кара-Тау.
Заказник створений із метою збереження в природному стані цінного флористичного комплексу, охорони і відтворення дикорослих лікарських, рідкісних рослин та тих, що перебувають під загрозою зникнення.